# 裸體與性

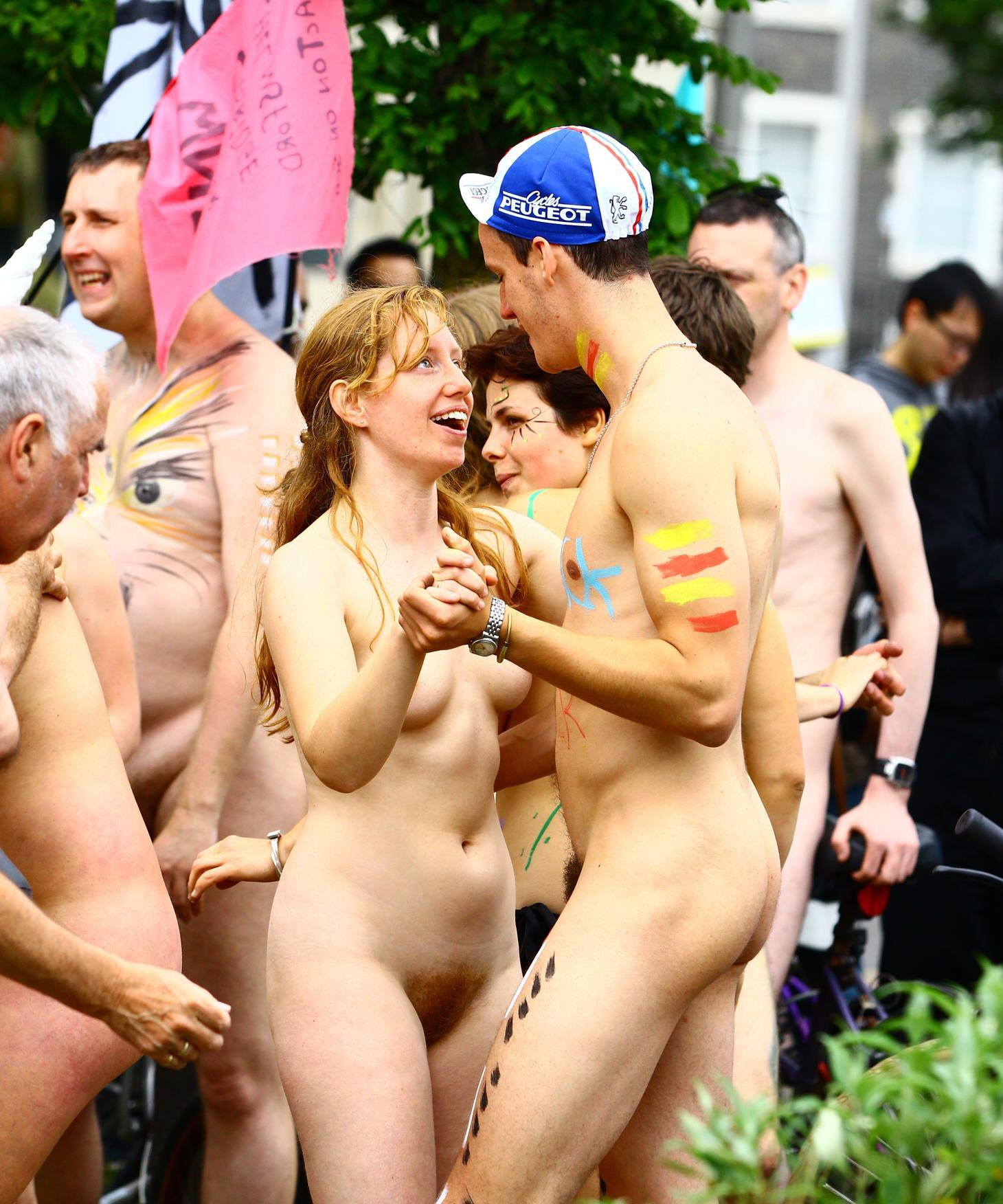
部分人士認爲裸體與性無關

裸体是人類的生理特徵之一。其他灵长目動物的大部分身軀皆由體毛覆蓋，只有人類不是如此。人类的性涵蓋性感受和行為的生理、心理、社會層面。很多社會皆把性和裸体聯繫到一起。其他社会则保留了在某些場合半裸或全裸的傳統，比如裸體沙灘、溫泉。裸体的背后意义有着不少矛盾，而這往往导致文化上的误解和心理矛盾。

## 社會對公眾裸體的反應
很多國家都將裸體跟性反應劃上聯繫——這點可在針對不雅暴露的法律上看到。它們除了會禁止人們在一般公眾場合露出性器官外，亦會禁止女性露出乳房。
不過一些社會仍容許人們於某些公開場合半裸或全裸，當中一些因传统對於裸體的规范而容許之。另外一些則因天然主義盛行，而容許人們在進行某些消遣活動時裸體。很多天然主義者會在參加天體活動時，採取像避免觸摸般的措施，以免出現性反應。

### 天然主義與性
一些天然主義者會把性元素加入到天體活動中。尼娜·西尔弗（Nina Silver）於1991年寫道，美國一些天然主義社群已為主流性文化之所入侵。天然主義勝地可能會吸引一些厌女者或戀童者，另一些則會以交換配偶或性挑逗活动來吸引新會員加入，並創造收益。

## 乳房與性

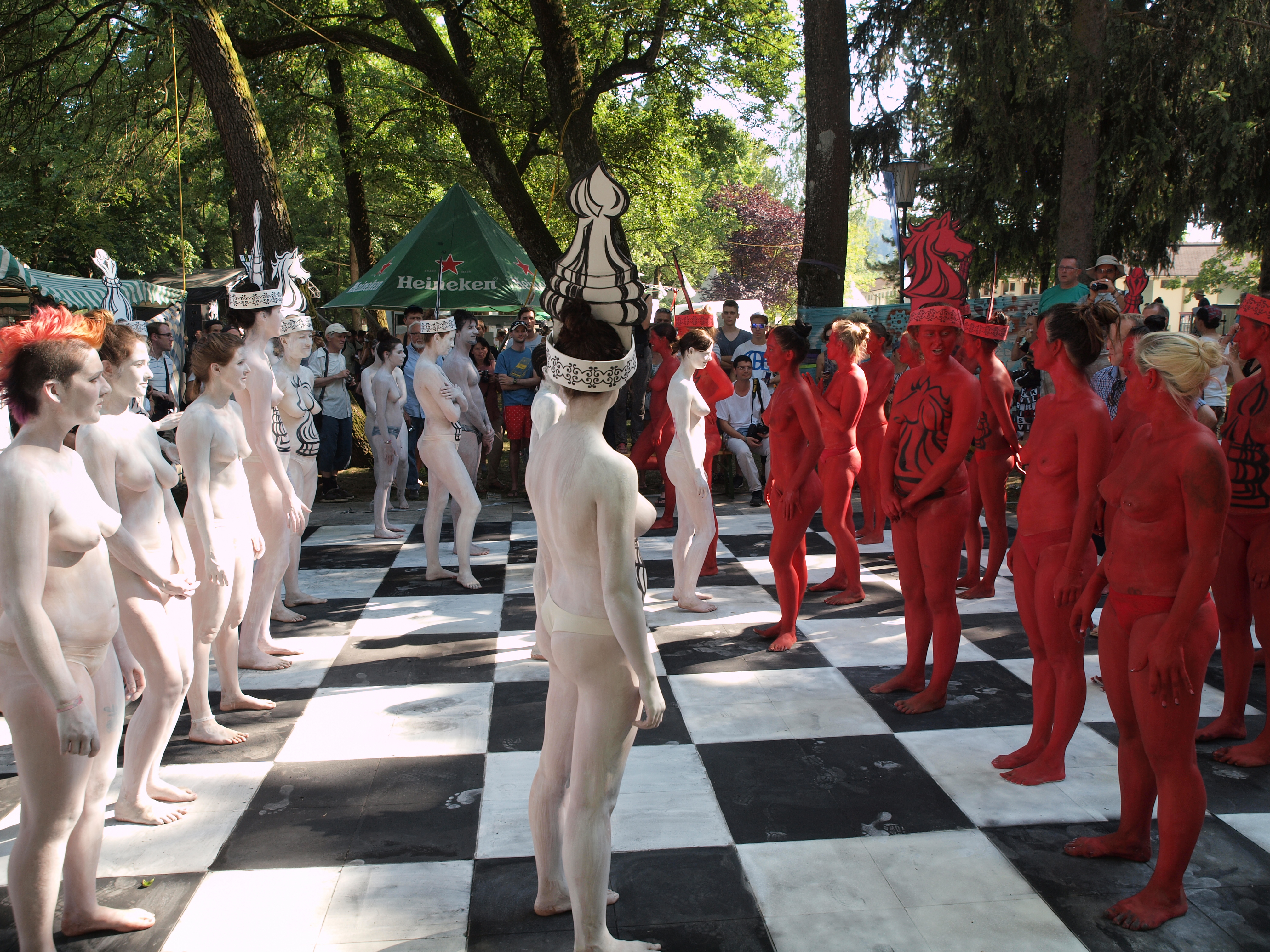
2015年世界人體彩繪節，裸露上身並塗抹彩繪的志工作為棋子對弈

很多國家及地區的人民皆認為乳房跟哺育婴儿和性行为有關。上空解放運動則推廣男女在腰部以上半裸的平等待遇。每個司法管轄區對於公開哺乳的態度各異，從選擇禁止之，到受到法律保障。在一些保障公開哺乳的地方，孩子的母親可能會不願給其餵哺母乳；一些人則會對公開哺乳持反對態度。

## 性化
美国心理学会將性化定義為把某人的價值等同於他的性魅力或行為，而不考慮其他特徵，並將體態吸引力跟性感等同。他人亦可把對象性客体化，即不把之當作擁有獨立性和決策能力的個體，反把其當作為滿足他人的性而存在的事物；或將性強加於人。美國心理學會特別指出，性化對於正在成長階段的年輕人而言，影響更大。一些性化的期望可能會加諸於少女身上；當有關規範內化後，可能會使之自我性化。性化少女的例子有針對少女客群的不適齡「性感」装束、打扮成少女的成人模特兒。女性在电影和電視節目中裸體登場的次數比起男性要多，且通常會在要進行性行為的脈絡下出現。
一些人認為美国心理学会將一切性畫面都視為負面的，並高估了這些畫面對年輕人的影響——认为接触性畫面就像疾病一样，会直接對之產生负面影響。眾多研究亦找不到證據證明這些性畫面會對少男的部分性態度（對於自身男性氣質的觀感，以及合適性關係的定義）產生任何影響。
虽然媒体和政治界对性化问题进行了大量討論，但卻鮮有心理學研究探討性畫面會怎樣影響年輕人的福祉，以及自我性化的程度。在对荷兰前青少年期儿童的访谈中，研究者因為當地對性的寬容態度，而以有關問題很複雜作結。
研究者认为，商品化（或「色情化」）的文化力量致使大眾開始性化运动员的身体，否定了裸体的自然性和美感。這跟古代社會以及藝術中對於裸體的審美觀形成鮮明對比。

## 跟展示身體有關的性心理障礙
露體障礙是指對未經同意者，特別是陌生人展示自身性器官的幻想、慾望、行動；窺視症是指對於窺視別人從事脱衣或性活动等亲密行为的性興趣。只有当这些感觉和行为令當事人的正常功能或福祉受損，或使他人感到困擾時，它們才可視作一種疾病看待。

## 引用
1. ↑  Barcan 2004a.
2. ↑  Smith 1980.
3. ↑  Silver 1991.
4. ↑  Jensen 2004.
5. ↑  Wolf 2008，第11頁.
6. ↑  Vance 2005，第51–54頁.
7. ↑  Jordan & Pile 2003，第233頁.
8. ↑  Zurbriggen et al. 2007.
9. ↑  Lerum & Dworkin 2009.
10. ↑  Allen 2006.
11. ↑  Duits & van Zoonen 2011.
12. ↑  Jirasek, Kohe & Hurych 2013.
13. ↑  . Psychology Today.   [2020-03-19].
14. ↑  . Psychology Today.   [2020-03-19].

## 來源

### 書籍
- Barcan, Ruth. . Berg Publishers. 2004a. ISBN 1859738729.
- Jordan, Tim; Pile, Steve (编). . Wiley. 2003  [2021-01-23]. ISBN 978-0-631-23312-1. （原始内容存档于2020-08-19）.
- Zurbriggen, Eileen L.; Collins, Rebecca L.; Lamb, Sharon; Roberts, Tomi-Ann; Tolman, Deborah L.; Ward, L. Monique; Blake, Jeanne.  (PDF). Washington, D.C.: American Psychological Association. 2007  [2021-01-23]. OCLC 123130352. （原始内容存档 (PDF)于2012-09-17）.

### 期刊文章
- Allen, Louisa. . Discourse: Studies in the Cultural Politics of Education. 2006, 27 (1): 69–83. doi:10.1080/01596300500510302.
- Duits, Linda; van Zoonen, Liesbet. . European Journal of Cultural Studies. 2011, 14 (5): 491–506. doi:10.1177/1367549411412201.
- Jensen, Robin. . Women and Language (Urbana). 2004, 27 (1): 68–69  [2021-01-23]. （原始内容存档于2020-03-25）.
- Jirasek, Ivo; Kohe, Geoffery Zain; Hurych, Emanuel. . Sport in Society. 2013, 16 (6): 721–734. doi:10.1080/17430437.2012.753525.
- Lerum, Kari; Dworkin, Shari L. . The Journal of Sex Research. 2009, 46 (4): 250–263. PMID 19657944. doi:10.1080/00224490903079542.
- Silver, Nina. . Off Our Backs. 1991, 21 (8): 6–7. JSTOR 20833713.
- Smith, H. W. . Qualitative Sociology. 1980-09-01, 3 (3): 223–241. ISSN 1573-7837. doi:10.1007/BF00987137.
- Vance, Melissa R. . LEAVEN. 2005, 41 (3): 51–54  [2021-01-23]. （原始内容存档于2007-03-31）.
- Wolf, JH. . International Breastfeeding Journal. 2008, 3 (1): 11. PMC 2518137 . PMID 18680578. doi:10.1186/1746-4358-3-11.